# 上田電鉄ハフ1形客車
上田電鉄ハフ1形客車（うえだでんてつハフ1がたきゃくしゃ）は、上田交通の前身事業者である上田電鉄（初代）に在籍した客車である。
上田丸子電鉄の設立後に実施された一斉改番に際してサハ10形と改称・改番され、以降は名義上電車の付随車として扱われたものの、実態は客車であった。

## 導入の経緯
上田温泉電軌は1939年9月1日に川西線・依田窪線の両路線を軌道路線規格から鉄道路線規格に改良、同時に前者を別所線、後者は西丸子線とそれぞれ改称し、社名も上田電鉄（初代）と改称した。
路線改良を機に輸送力増強が計画され、前年1938年12月16日限りで廃止された九州肥筑鉄道の木造4輪付随車を合計4両譲り受け、ハフ1形1 - 4として導入した。全長は約10メートル未満・窓配置はD6Dの小型車で、当該車両は車内照明（白熱灯）はおろか手ブレーキすら装備されていない（したがって、本来ハフとはならないものである）客車代用の車両であった。現在なら大問題になっているところだが、当時は国家総動員法の施行により戦時体制に組み入れられ、安全運行の考えが無視され、結果危ない車両でも導入可能になったためであり、まさに戦時中の発想が生んだ車両であった。
菅平鹿沢線（後の真田傍陽線）と別所線に2両ずつ配置され、前者はデナ100形に、後者はデナ200形に牽引されて運用された。

## 転覆事故と休廃車
1943年10月21日に上田電鉄が丸子鉄道と合併して上田丸子電鉄となった後も形式・車番ともそのままに運用されたが、本形式の客車代用ゆえの弊害が戦後になって現れた。
1948年11月頃、菅平鹿沢線でポイントの切り替えミスによって真田駅構内から流転・逸走し、しばらく下り北本原駅構内において脱線転覆する事故（実際は筵などの障害物を構内に造って止めた結果なので荒療治）が発生、人的被害は皆無であったものの、手ブレーキの設備がなく非常時における制動手段を持たない本形式の極めて低い安全性が露呈した結果となった。
上田丸子電鉄ではこの事故を機に代用ではない半鋼製車体の付随車の購入を決め、1949年 - 1951年にかけて国鉄飯山線の旧飯山鉄道時代の車両合計7両・東武鉄道の旧秋田鉄道名義の車両1両（サハ20形の21 - 25・26とサハ40形、1949年購入分はハフ100形と称した）を購入し、この8両は4両ずつ菅平鹿沢線・別所線に導入した。これにより本形式は徐々に休車となった。
1950年の一斉改番でサハ10形11 - 14となっているが、改番後はほぼ運用機会はなかった。そして1955年に全廃、解体されたが、長期休車状態で放置されていたため、晩年は留置線で荒れ果てた外観を晒していた。